# Província do Norte (Zâmbia)
A província do Norte é uma das 10 províncias de Zâmbia. Sua capital é a cidade de Kasama.

## Distritos[2]
| - Chilubi - Kaputa - Kasama - Lunte - Lupososhi - Luwingu - Mbala - Mporokoso - Mpulungu - Mungwi - Nsama - Senga Hill |